# Jeanne Baret
Jeanne Baret o Jeanne Barret (pseudónimo Jean Baré) (La Comelle, Francia, 27 de julio de 1740-Saint-Aulaye, Francia, 5 de agosto de 1807) fue una botánica y exploradora francesa.
Es conocida por ser la primera mujer que dio la vuelta al mundo con la expedición de Bougainville en los barcos Boudeuse y Étoile de 1766 a 1769. Jeanne Baret se unió a la expedición disfrazada de hombre, haciéndose llamar Jean Baret. Se alistó como asistente del naturalista de la expedición, Philibert Commerson, poco antes de que los barcos de Bougainville zarparan de Francia. Según el relato de Bougainville, Baret era una experta en botánica. Jeanne Baret nació el 27 de julio de 1740 en el pueblo de La Comelle en la región francesa de Borgoña. Su registro de bautismo sobrevive y la identifica legalmente como hija de Jean Baret y Jeanne Pochard. Su padre trabajaba como jornalero y parece probable que fuera analfabeto, ya que no firmó el registro parroquial.
Poco se sabe de la infancia o la juventud de Baret. Más tarde le dijo a Bougainville que se había quedado huérfana y había perdido su fortuna en una demanda antes de empezar a disfrazarse de hombre. Su madre murió 15 meses después del nacimiento de Jeanne y su padre cuando ella tenía 15. Los historiadores coinciden en que algunos detalles de la historia que le contó a Bougainville fueron una invención para proteger a Commerson de la complicidad en su disfraz. Borgoña era en este momento una de las provincias más atrasadas de Francia en términos de la condición de las clases campesinas, y es probable que la familia de Baret estuviera bastante empobrecida.
Uno de los misterios de la vida de Baret es cómo obtuvo educación, ya que su firma en documentos legales posteriores proporciona evidencia de que no era analfabeta. Una de sus biógrafas, Glynis Ridley, sugiere que su madre podría haber sido de origen hugonote, un grupo que tenía una tradición de alfabetización más alta que la típica de las clases campesinas de la época. Otro biógrafo, John Dunmore, sugiere que le enseñó el párroco o que un miembro de la nobleza local la tomó como un caso de caridad. Danielle Clode, sin embargo, señala que Jeanne no firmó el registro parroquial por la muerte de su padre (o el nacimiento de su ahijado en 1756). Su primera firma conocida es en 1764, por lo que es más probable que Commerson le enseñe a escribir, tal vez para ayudarlo con su trabajo. Ella siempre firmó con su propio nombre 'Barret'.

## Expedición alrededor del mundo
En 1766, Jeanne Baret se embarcó como asistente del botánico Philibert Commerson en la primera circunnavegación francesa del mundo, durante la cual se realizó un catálogo de especies de todo el planeta.
La expedición empleó dos barcos de guerra franceses, al mando de Louis Antoine de Bougainville, en los que no estaba permitida la presencia de mujeres, por lo que Baret tuvo que disfrazarse de hombre durante los tres años de travesía (1766-1769). Aunque embarcada de incógnito, finalmente fue descubierta su condición de mujer en 1768 y fue obligada a desembarcar en la Isla Mauricio junto a Commerson, el cual moriría  allí en 1773. En algún momento entre 1760 y 1764, Baret fue empleada como ama de llaves de Commerson, que se había establecido en Toulon-sur-Arroux, a unos 20 kilómetros (12 millas) al sur de La Comelle, tras su matrimonio en 1760. La esposa de Commerson, quien era hermana del párroco, murió poco después de dar a luz a un hijo en abril de 1762, y parece muy probable que Baret se hiciera cargo de la administración de la casa de Commerson en ese momento, si no antes.
También es evidente que Baret y Commerson compartían una relación más personal, ya que Baret quedó embarazada en 1764. La ley francesa en ese momento requería que las mujeres que quedaban embarazadas fuera del matrimonio obtuvieran un "certificado de embarazo" en el que pudieran nombrar al padre de su hijo por nacer. Sobrevive el certificado de Baret, de agosto de 1764; fue archivado en un pueblo a 30 kilómetros de distancia y presenciado por dos hombres importantes que también habían viajado una distancia considerable desde sus hogares. Ella se negó a nombrar al padre de su hijo, pero los historiadores no dudan que fue Commerson y que fue él quien también hizo los arreglos con el abogado y los testigos en su nombre.
Poco después, Baret y Commerson se mudaron juntos a París, donde ella continuó en el papel de su ama de llaves. Baret aparentemente cambió su nombre a "Jeanne de Bonnefoy" durante este período. Su hijo, nacido en diciembre de 1764, recibió el nombre de Jean-Pierre Baret. Baret entregó al niño al hospital de expósitos de París. Rápidamente fue colocado con una madre adoptiva, pero murió en el verano de 1765. (Commerson había dejado a su hijo legítimo de su matrimonio al cuidado de su cuñado en Toulon-sur-Arroux y nunca lo volvió a ver en su vida).
En 1765, Commerson fue invitado a unirse a la expedición de Bougainville. Dudó en aceptar porque a menudo se encontraba mal de salud; necesitaba la ayuda de Baret como enfermero, así como para llevar su casa y administrar sus colecciones y papeles. Su nombramiento le permitió un sirviente, pagado como un gasto real, pero las mujeres estaban completamente prohibidas en los barcos de la marina francesa en ese momento. En algún momento, se concibió la idea de que Baret se disfrazase de hombre para acompañar a Commerson. Para evitar el escrutinio, debía unirse a la expedición inmediatamente antes de que zarpara el barco, fingiendo ser una extraña para Commerson.
Antes de salir de París, Commerson redactó un testamento en el que dejaba a "Jeanne Baret, conocida como de Bonnefoi, mi ama de llaves", una suma global de 600 libras junto con los salarios adeudados y el mobiliario de su apartamento en París. Por lo tanto, si bien la historia que Baret inventó para beneficio de Bougainville para explicar su presencia a bordo del barco fue cuidadosamente diseñada para proteger a Commerson de la participación, existe una clara evidencia documental de su relación anterior, y es muy improbable que Commerson no fuera cómplice del plan.

## Expedición del Bougainville
Baret y Commerson se unieron a la expedición de Bougainville en el puerto de Rochefort a finales de diciembre de 1766. Fueron asignados a navegar en el buque provisto, el Étoile. Debido a la gran cantidad de equipo que Commerson traía en el viaje, el capitán del barco, François Chenard de la Giraudais, cedió su propia cabina grande en el barco a Commerson y su "asistente". Esto le dio a Baret significativamente más privacidad de la que hubiera tenido de otra manera a bordo del barco abarrotado. En particular, la cabina del capitán le dio a Baret acceso a baños privados para que no tuviera que usar la ducha compartida con otros miembros de la tripulación.
Además del relato publicado de Bougainville, la historia de Baret figura en otras tres memorias supervivientes de la expedición: un diario mantenido conjuntamente por Commerson y Pierre Duclos-Guyot; un diario del Príncipe de Nassau-Siegen, pasajero de pago en la Boudeuse; y memorias de François Vivès, cirujano del Étoile. Vivès tiene más que decir sobre Baret, pero sus memorias son problemáticas porque él y Commerson estuvieron en malos términos durante todo el viaje, y su relato, en gran parte escrito o revisado después del hecho, está lleno de insinuaciones y comentarios rencorosos dirigidos tanto a Commerson como a Baret.
Commerson sufrió mucho tanto por el mareo como por una úlcera recurrente en la pierna en la primera parte del viaje, y Baret probablemente pasó la mayor parte del tiempo atendiéndolo. Aparte de la ceremonia de "cruzar la línea", que Commerson describió con cierto detalle en sus memorias, los botánicos tenían poco que hacer hasta que el Étoile llegó a Montevideo. Allí emprendieron expediciones a las llanuras y montañas circundantes. La pierna de Commerson todavía le molestaba, y Baret parece haber hecho gran parte del trabajo real, transportando suministros y muestras. En Río de Janeiro, un lugar mucho más peligroso, donde el capellán de Étoile fue asesinado en tierra poco después de su llegada, Commerson fue confinado oficialmente en el barco mientras su pierna sanaba, pero él y Baret recolectaron muestras de una vid en flor, a la que llamó Buganvillas.
Luego de una segunda visita a Montevideo, su próxima oportunidad de recolectar plantas fue en la Patagonia mientras los barcos de la expedición esperaban vientos favorables para llevarlos por el Estrecho de Magallanes. Aquí Baret acompañó a Commerson en las excursiones más problemáticas sobre terreno accidentado y ganó una reputación de coraje y fuerza. Commerson, todavía afectado por su lesión en la pierna, se refirió a Baret como su "bestia de carga" en estas expediciones. Además del trabajo manual que realizó en la recolección de plantas, piedras y conchas, Baret también ayudó a Commerson a organizar y catalogar sus especímenes y notas en las semanas siguientes, cuando los barcos entraron en el Pacífico.
Los relatos sobrevivientes de la expedición difieren sobre cuándo se descubrió por primera vez el género de Baret. Según Bougainville, los rumores de que Baret era una mujer habían circulado durante algún tiempo, pero su género no se confirmó finalmente hasta que la expedición llegó a Tahití en abril de 1768. Tan pronto como ella y Commerson aterrizaron en la costa, Baret fue inmediatamente rodeada por tahitianos que señalaron que ella era mujer. Era necesario devolverla al barco para protegerla de los emocionados tahitianos. Bougainville registró este incidente en su diario unas semanas después de que sucediera, cuando tuvo la oportunidad de visitar el Étoile para entrevistar personalmente a Baret.
En su relato, Vivès reporta mucha especulación sobre el género de Baret al principio del viaje y afirma que Baret afirmó ser un eunuco cuando fue confrontado directamente por La Giraudais (cuyo propio registro oficial no ha sobrevivido). El relato de Bougainville sobre el desenmascaramiento de Baret en Tahití no está corroborado por los otros relatos del diario de la expedición, aunque Vivès describe un incidente similar en el que Baret fue inmediatamente señalada como una mujer por el tahitiano Ahu-toru a bordo del barco. Vivès también describe un incidente diferente en Nueva Irlanda a mediados de julio en el que Baret fue sorprendido con la guardia baja, desnuda y “examinada" por un grupo de otros sirvientes de la expedición. Duclos-Guyot y Nassau-Siegen también registraron que se había descubierto que Baret era una mujer en Nueva Irlanda, pero sin mencionar detalles.
Ahu-toru viajó de regreso a Francia con la expedición y posteriormente fue interrogado extensamente sobre Baret. Los investigadores ahora creen que Ahu-toru realmente pensó que Baret era un travesti o mahu. Sin embargo, otros nativos tahitianos informaron de la presencia de una mujer en la expedición de Bougainville a visitantes posteriores a la isla, incluidos James Cook en 1769 y Domingo de Bonechea en 1772, lo que indica que su género era conocido por los tahitianos.
Después de cruzar el Pacífico, la expedición estaba desesperadamente escasa de alimentos. Después de una breve parada para abastecerse en las Indias Orientales Neerlandesas (ahora Indonesia), los barcos hicieron una parada más prolongada en la isla de Mauricio en el Océano Índico. Esta isla, conocida como Isla de Francia, fue entonces una importante estación comercial francesa. Commerson estaba encantado de descubrir que su viejo amigo y colega botánico Pierre Poivre se desempeñaba como gobernador en la isla, y Commerson y Baret se quedaron como invitados de Poivre. Probablemente Bougainville también alentó activamente este arreglo, ya que le permitió librarse del problema de una mujer ilegalmente a bordo de su expedición.
En Mauricio, Baret continuó en su papel de asistente y ama de llaves de Commerson. Es probable que ella lo acompañara en la recolección de plantas en Madagascar y la isla de Borbón en 1770-1772. Commerson seguía teniendo serios problemas de salud y murió en Mauricio en febrero de 1773. Sus recursos económicos en la isla habían disminuido, su patrón Poivre había sido llamado a París. Mientras tanto, Baret parece haberse establecido de forma independiente, y se le concedió la propiedad en Port Louis en 1770.
Sola y sin recursos, trabajó en una taberna en Port Louis. Conoció a un oficial naval francés, natural de Perigord, Jean Dubernat, fue multada con 50 libras por servir alcohol los domingos de 1773. Luego, el 17 de mayo de 1774, se casó con Jean Dubernat, un suboficial del ejército francés que probablemente se encontraba en la isla de camino a su casa en Francia. Jeanne aportó una pequeña fortuna a su matrimonio, presumiblemente de la taberna y quizás de otras empresas comerciales que dirigía en la isla.
No hay constancia de cuándo exactamente Baret y su esposo llegaron a Francia, completando así la vuelta al mundo. Lo más probable es que fuera en algún momento de 1775. En abril de 1776, recibió el dinero que se le debía según el testamento de Commerson después de solicitarlo directamente al fiscal general. Con este dinero, se instaló con Dubernat en su pueblo natal de Saint-Aulaye, donde compraron propiedades con la riqueza de Jeanne y vivieron tanto con Dubernat como con las sobrinas y sobrinos de Jeanne.
En 1785, el Ministerio de Marina concedió a Baret una pensión de 200 libras al año. El documento que le otorga esta pensión deja en claro la alta consideración con la que se la tenía en este punto:
Jeanne Barré, mediante un disfraz, dio la vuelta al globo terráqueo en uno de los barcos comandados por el señor de Bougainville. Se dedicó en particular a ayudar al Sr. de Commerson, médico y botánico, y compartió con gran valentía las labores y peligros de este sabio. Su comportamiento fue ejemplar y el señor de Bougainville se refiere a él con todo el mérito. Su Señoría ha tenido la gentileza de conceder a esta extraordinaria mujer una pensión de doscientas libras al año que se sacarán del fondo para militares inválidos, la pensión se pagará a partir del 1 de enero de 1785.
Murió en Saint-Aulaye el 5 de agosto de 1807, a la edad de 67 años.

## Contribuciones científicas
La pareja de botánicos recogió más de 6.000 muestras de especies vegetales de los lugares que visitaron: Brasil, el estrecho de Magallanes, Tahití, y las islas de Madagascar y Mauricio. Entre las contribuciones de Jeanne Baret se encuentra la primera descripción de la enredadera que con Commerson llamaron Bougainvillea.
A su vuelta de la Isla Mauricio, Jeanne trajo las muestras botánicas de Commerson, 30 cajas que contenían algo más de 5.000 especies, incluyendo 3.000 descritas como nuevas. Recibió su parte de la herencia de Commerson, y el rey Luis XVI reconoció sus méritos como asistente del botánico, la felicitó por su buen comportamiento, describiéndola como una "mujer extraordinaria" y dejándole una renta vitalicia.
A pesar de sus contribuciones científicas, la historia la mantuvo durante siglos apartada de todo reconocimiento por su labor y solo era recordada como amante de Commerson.
Commerson nombró a muchas de las plantas que coleccionó en honor a amigos y conocidos. A uno de ellos, un arbusto alto de hojas verde oscuro y flores blancas que encontró en Madagascar, lo llamó Baretia bonafidia. Pero el nombre de Commerson para este género no sobrevivió, ya que ya había sido nombrado cuando sus informes llegaron a París; actualmente se conoce como Turraea. Mientras que más de setenta especies son nombradas en honor a Commerson, solo una, Solanum baretiae, honra a Baret.
El Jardín Botánico de Nueva York incluye un espécimen de planta, atribuido a Comerson pero que se cree que fue recolectado por Baret con él, en su herbario.

## Reconocimiento público

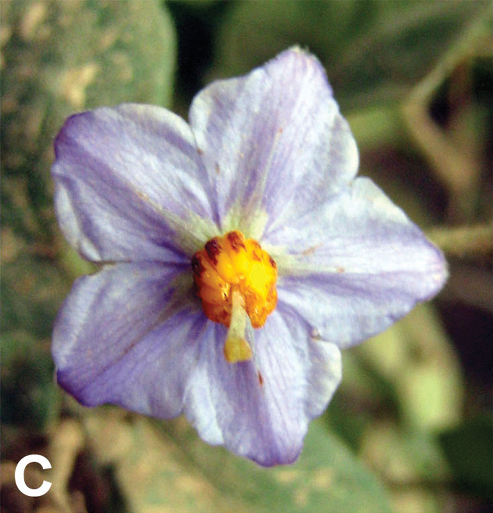
La Solanum baretiae nombrada en honor a Jeanne Barret.

El reconocimiento de su papel como primera mujer en circunnavegar el globo y sus trabajos científicos quedaron oscurecidos hasta la publicación del libro El descubrimiento de Jeanne Baret (2010), de la escritora Glynis Ridley.
Durante el viaje, Commerson le dedicó un arbusto de la familia Meliaceae, Baretia bonafide. Sin embargo, la planta cambiaría más tarde su nombre por el de Turraea heterophylla, que sería sinónimo de Turraea floribunda.
El biólogo Eric Tepe, de la Universidad de Utah y la Universidad de Cincinnati, ha honrado su recuerdo, aplicando su nombre a una nueva especie vegetal recién descubierta, Solanum baretiae, de la familia Solanaceae, emparentada con la papa. Su compañero de expedición Philip Commerson ya había dado nombre a más de 70 especies (como el género Commersonia o numerosas especies con el epíteto commersonii).
Durante muchos años, la revista publicada de Bougainville, un éxito de ventas popular en su día, tanto en el francés original como en las traducciones al inglés, fue la única fuente de información ampliamente disponible sobre Baret. Una investigación más reciente ha descubierto datos y documentación adicionales sobre su vida, pero gran parte de la nueva información sigue siendo poco conocida e inaccesible para el público en general, especialmente fuera de Francia. La primera biografía en inglés de Baret, de John Dunmore, no se publicó hasta 2002, y solo en Nueva Zelanda. Otros artículos aparecieron sólo en revistas académicas.
La biografía de 2010 de Baret por Glynis Ridley, El descubrimiento de Jeanne Baret, atrajo la atención de un público más amplio sobre Baret y ayudó a deshacer algunos de los viejos conceptos erróneos sobre su vida. Sin embargo, la biografía de Ridley también ha sido muy criticada por algunos revisores por su confianza en cadenas improbables de especulación que no están corroboradas por ninguna otra fuente primaria o secundaria. Un nuevo trabajo de investigadores franceses ha proporcionado información de archivo más clara sobre la vida de Jeanne Barret, así como una nueva biografía de Danielle Clode, En busca de la mujer que navegó por el mundo, publicada en 2020. 
El 26 de abril de 2018, en honor a Jeanne Barret, se da oficialmente el nombre de Monte Baret a una cordillera en el planeta Plutón. El 27 de julio de 2020, Google celebró su 280 cumpleaños con un Doodle de Google.

## Eponimia
- (Araliaceae) Polyscias baretiana Bernardi[9]
- (Asteraceae) Chrysanthemum barretii Costa ex Menezes[10]
- (Crassulaceae) Sempervivum barretii Menezes[11]